# Giuvărăști, Olt
Giuvărăști este o comună în județul Olt, Oltenia, România, formată numai din satul de reședință cu același nume.

## Geografie
Localitatea Giuvărăști este amplasată în sudul județului Olt, pe malul drept al râului Olt, la limită cu județul Teleorman.
Vecinii sunt la nord localitatea Izbiceni, la sud satul Moldoveni, la vest de satul Ursa, iar la est de valea Oltului care o desparte de localitatea Prundu din județul Teleorman. Față de orașele din apropiere se află de 17 km de Corabia, la 18 km de Turnu Măgurele, iar față de reședința județului Olt, orașul Slatina la aproximativ 100 km.

### Relief
Teritoriul localității în suprafață de 32 km pătrați este amplasat în Câmpia Română, subunitatea Câmpia Romanaților, având o altitudine ce variază între 36 m în est și 30 m în vest. Relieful prezintă o înclinare ușoară de la vest la est și de la nord la sud, lucru pus în evidență de scurgerea apelor din zonă. Microrelieful este reprezentat de Valea Oltului și zona de terasă, ambele făcând parte din Lunca Oltului.
În marea lui majoritate, relieful este plan, presărat cu mici zone de terase provenite din tasarea stratului de loess.
Fruntea terasei de 3–5 m, este pusă bine în evidență în zona de est, având unele zone care au fost afectate de prăbușiri de teren, în acest sens toponimul de "Viroaga" fiind concludent. În restul localității se află o zonă mai joasă, reprezentată de "Valea Mozolea" care se deversează în Dunăre. Această vale este uscată o mare perioadă a anului.

### Clima
Localitatea Giuvărăști se încadrează în climatul temperat cu slabe influențe mediteraneene, specific sudului Câmpiei Române. Iernile relative blânde, cu scurte perioade geroase, iar verile în general călduroase și uscate. Temperatura medie anuală se situează în jurul a 21 °C. Temperaturile maxime se situează între 38-40 °C.
Cantitatea medie de precipitații este de aproximativ 500 mm pe an dar repartizată mai ales în lunile mai-iunie, ceea ce face ca fenomenul de secetă să fie frecvent în lunile iulie-august, producând diminuarea cantitativă și calitativă a recoltelor agricole. Vânturile sunt predominante din vest, din sud, austrul, iar din est, crivățul. Crivățul troienește zăpada, de multe ori este de direcție nord-sud făcând adesea circulația impracticabilă datorită înzăpezirii.

## Tradiția
Tradiția locală arată că denumirea comunei Giuvărăști vine de la foștii proprietari ai moșiei și anume familia Giuvara. Pe harta rusească din 1835 (sau Harta teatrului de război din Europa din anii 1828-1829) apare sub forma Jovărăști, cartografii ruși redând prin "J" grupul "GI".
Grecul (aromânul) Iamandi Giuvara (vezi și Iancu Jianu)a fost paharnic la curtea domnească și a avut posibilitatea să strângă mult aur, iar la un moment dat să ceară Domnului moșia în schimbul aurului de care acesta avea nevoie pentru plata tributului față de Poartă. În acest fel Iamandi Giuvara obține moșia Giuvărăști unde și-a construit și un conac ale cărui ruine au dăinuit până în 1923. Conacul a fost situate pe locul unde se aflau văile satului, loc numit și astăzi "La Curte". Înstărindu-se, Iamandi se ridică la rang de boier și începe să se amestece în politica cu turcii, fapt ce îl nemulțumește pe Vodă și caută să-l elimine. Iamandi află și părăsește aceste locuri plecând spre Moldova, dar în comuna Cozia este prins și dus în Bulgaria unde la Silistra este spânzurat împreună cu soția și doi băieți mai mari. Copilul cel mai mic, al treilea, este luat de turci și ajunge ofițer în armata turcă. De la Iamandi Giuvara, moșia a ajuns în stăpânirea unui fost arnăut, Polcovnicul și apoi trece la fratele lui Iamandi, Gheorghe Giuvara, care construiește și biserica Arhivat în 14 septembrie 2016, la Wayback Machine. în 1857, biserică ce a avut pe ea inscripția cu numele Gheorghe Giuvara. După moartea acestuia, urmașii au vândut moșia în 1887 principesei Ecaterina Plagina care a stăpânit-o prin arendașii săi până în 1920 când moșia a fost expropriată și pământul dat țăranilor din comuna Giuvărăști. Ultimul arendaș cunoscut a fost Radu Ivănescu din Corabia.
Partea de sat cunoscută sub denumirea de Fundul Vornicului exista din 1883 ca sat aparte având 86 gospodării și este administrat de un vornic, de unde îi vine și denumirea. În cele din urmă moșia Giuvărăști ajunge în stăpânirea mănăstirii Hotărani de lângă Caracal. Prin legea secularizării averilor mănăstirești din 1863 moșia este expropriată și în 1864 vor fi împroprietăriți țăranii din satul Giuvărăști cu pământurile moșiei.

## Școala
Prima școală a luat ființă în anul 1890 într-o casă particulară în care va locui mai târziu Iancu Giuvărășteanu, un fiu al unuia din familia Giuvara.
În anul 1905, școala se mută într-un local construit în partea de vest a satului unde va funcționa până în 1916 când se construiește localul în centrul comunei, unde funcționează astăzi Grădinița Giuvărăști. Prin contribuția voluntară a cetățenilor, în toamna anului 1966 a început construirea unui nou local de școală, prevăzut cu 4 săli de clasă, laborator și cancelarie. Acestuia i s-au adăugat în 1968-1969 încă 4 săli de clasă. Un număr tot mai mare de absolvenți ai acestei școli își continuau studiile la liceele și școlile profesionale din orașele apropiate iar unii dintre ei urmează învățământul superior. De menționat că majoritatea dascălilor care învață astăzi copiii satului, sunt originari din comuna Giuvărăști.

## Demografie
Componența etnică a comunei Giuvărăști
     Români (95,48%)
     Alte etnii (4,52%)
Componența confesională a comunei Giuvărăști
     Ortodocși (95,27%)
     Alte religii (0,21%)
     Necunoscută (4,52%)
Conform recensământului efectuat în 2021, populația comunei Giuvărăști se ridică la 1.924 de locuitori, în scădere față de recensământul anterior din 2011, când fuseseră înregistrați 2.381 de locuitori. Majoritatea locuitorilor sunt români (95,48%). Din punct de vedere confesional, majoritatea locuitorilor sunt ortodocși (95,27%), iar pentru 4,52% nu se cunoaște apartenența confesională.

## Politică și administrație
Comuna Giuvărăști este administrată de un primar și un consiliu local compus din 11 consilieri. Primarul, Daniel Pană[*], de la Partidul Social Democrat, este în funcție din octombrie 2020. Începând cu alegerile locale din 2024, consiliul local are următoarea componență pe partide politice:
|  | Partid                    | Consilieri | Componența Consiliului | Componența Consiliului | Componența Consiliului | Componența Consiliului | Componența Consiliului | Componența Consiliului | Componența Consiliului | Componența Consiliului | Componența Consiliului | Componența Consiliului |
|  | ------------------------- | ---------- | ---------------------- | ---------------------- | ---------------------- | ---------------------- | ---------------------- | ---------------------- | ---------------------- | ---------------------- | ---------------------- | ---------------------- |
|  | Partidul Social Democrat  | 10         |                        |                        |                        |                        |                        |                        |                        |                        |                        |                        |
|  | Partidul Național Liberal | 1          |                        |                        |                        |                        |                        |                        |                        |                        |                        |                        |